# Фуцзіньський десант
Фуцзіньський десант є складовою частиною Сунгарійської наступальної операції, здійснювався з кораблів Амурської військової флотилії в часі Манчжурської операції, є складовою радянсько-японської війни.

## Задум
Після зайняття радянськими військами Фуюаня кораблі Амурської флотилії, котрою на той час командував контр-адмірал Неон Антонов, просувалися з десантниками на борту вверх по течії Сунгарі вглиб території Маньчжурії. Одночасно берегом просувалися сили 15-ї радянської армії (Степан Мамонов) Другого Далекосхідного фронту Максима Пуркаєва. Приблизно за 70 кілометрів від радянського кордону знаходився укріплений вузол Квантунської армії — місто Фуцзінь, де одночасно розташовувалася база японської річкової Сунгарійської флотилії. Єдина система охорони міста складалася із півтори сотні дотів та кількох десятків дзотів, гарнізон нараховував 1200 вояків, котрі підсилювалися відступаючими з радянського кордону частинами. Завдання оволодіння Фуцзінем покладалася на 1-шу бригаду Амурської флотилії річкових кораблів. Десант покладалося здійснити двом батальйонам 364-го стрілецького полку та штурмової роти. На час десантування місто з суші мало бути атаковане силами 171-ї танкової бригади.

## Перебіг
Від 9 серпня 1945 року радянська авіація здійснювала ретельну розвідку міста та завдавала по виявлених укріпленнях бомбових ударів. Вранці 11 серпня кораблі флотилії — монітори «Ленін», «Сунь Ят-сен» та «Красний Восток», 6 бронекатерів й 6 катерів-тральщиків почали рухатися до місця висадження десанту. Операцією керував особисто командир флотилії з борту одного із моніторів; головні сили десанту знаходилися на моніторах, на катерах — штурмова рота. Батальйон із монітора «Ленін» висадився на підступах до міста та почав просування під прикриттям вогню з кораблів. Поява радянських кораблів на Сунгарі для японців була неочікуваною, вони не виставили мінних загороджень, не було ліквідовано навігаційне обладнання.
11 серпня близько 7-ї ранку передовий загін з 6 бронекатерів та 3 катерів тральників увірвався на рейд Фуцзіня та відкрив вогонь по берегових укріпленнях. Японські військові відповіли вогнем з артилерії та мінометів. На берег висаджуються передові групи із завданням захопити берегові укріплення та проводити корегування артилерійського вогню кораблів по дотах, розміщених далі від берегової лінії. Усі катери лишалися на рейді й вели вогневий бій. Приблизно через годину на рейд вийшов головний загін моніторів, котрі вогнем зі 130-мм гармат ліквідували виявлені в бою японські вогневі точки. Артилерійська дуель з близьких відстаней продовжувалася приблизно годину, сильний вплив на перебіг ситуації мали залпи з реактивної артилерії, установленої на радянських бронекатерах.
По цьому з монітора «Сунь Ят-сен» в порт десантується батальйон 364-го полку, займає прибережні позиції та розпочинає просування в місто. Приблизно о 9-й годині до міста пробивається 3-й батальйон десанту та передовий загін 171-ї танкової бригади, це відбувалося за запеклого опору японських сил. Загалом місто було зайняте до вечора 11 серпня, не вдалося захопити центр укріпленого району — розміщене на узбіччі військове містечко. Японці швидко збирають сили з близько розташованих частин та увечері переходять в контратаку й знову вриваються в місто, однак були вибиті в жорсткому вуличному бою. Весь день 12 серпня продовжувалися бої за військове містечко, однак тільки 13 серпня опір сил противника було подолано — після підходу головних сил танкової бригади й 361-ї стрілецької дивізії.
Згідно з радянськими донесенями, 11 серпня тільки один із батальйонів полонив 150 вояків противника.

## Відзнаки
- Корнер Віктор Дмитрович, командир монітора «Сунь Ятсен» — артилеристи ліквідували й придушили 5 дотів, 6 мінометних батарей, 12 дзотів, склад з набоями, зазнали втрат у живій силі. Монітор отримав гвардійський військово-морський прапор. Звання Героя Радянського Союзу вдостоєні:
- капітан Васильєв Павло Юхимович
- капітан 3-го рангу Корнер Віктор Дмитрович
- підполковник Ласкунов Микола Олексійович
- лейтенант Романов Микола Федорович
- сержант Якубін Іван Максимович (посмертно)